# Haa
Haa (dzongkha: ཧཱ་; Wylie: Haa; även Ha) är ett av Bhutans tjugo distrikt (dzongkha). Huvudstaden är Ha.
Distriktet har cirka 11 648 invånare på en yta av 1 746 km².

## Administrativ indelning
Distriktet är indelat i fem gewog:
- Bji Gewog
- Katsho Gewog
- Sama Gewog
- Sangbay Gewog
- Uesu Gewog